# Дорнбирн
Дорнбирн је важан град у Аустрији, смештен у крајње западном делу државе. Дорнбирн је, мада није средиште покрајине Форарлберг, њен највећи град, где чини засебан округ Дорнбирн. Са главним градом покрајине, Брегенцом, удаљеним свега 10 km, Дорнрбирн прави конурбацију „Форарлберг“.

## Природне одлике
Дорнбирн се налази у крајње западном делу Аустрије, близу границе са Швајцарском и Лихтенштајном. Престоница државе, Беч, удаљена је око 630 km источно од града, а покрајинска, Брегенц, свега 10 km северно.
Рељеф: Дорнбирн се сместио у долини реке Дорнбирнер Ах, у „жили куцавици“ Форарлберга. Изнад града се издиже планина Карен у саставу Алпа.
Клима: Клима у Дорнбирну је умерено континетална са осетним утицајем планинске климе због окружења Алпа и знатне надморске висине.
Воде: Дорнбирн лежи на речици Дорнбирнер Ах. 10 km северно од града смештено је Воденско језеро.

## Историја
Већ у праисторији настају прва насеља на месту данашњег Дорнбирна. Данашњи назив насеља први пут се јавља у раном средњем веку - 895. године. Међутим, у следећим вековима насеље није било велико и није играло значајчнију улогу. Тако је тек 1793. године насеље добило права трговишта. Дорнбирн потпада под Хабзбуршко царство 1380. г.
Статус града Дорнбирн добија тек 1901. године. Током 20. века град се брзо развија и поред бурне историје - 1918. године град је потпао под новоосновану Аустрију, која 1938. године прикључена Трећем рајху. Град је релативно мирно прошао кроз Други светски рат, а после њега град је нагло нарастао у обласно привредно средиште.

## Становништво
| 1981.  | 1991.  | 2001.  | 2011.  |
| ------ | ------ | ------ | ------ |
| 38.641 | 40.735 | 42.301 | 45.922 |

По процени из 2016. у граду је живело 48775 становника. Пре једног века град је имао свега 13.000 становника. У првој половини 20. века град је брзо растао, али је раст успорен последњих деценија.

## Култура и образовање
У Дорнбирну се налази Лицеј примењених наука и Виша техничка школа.

## Галерија
- Трг са главном црквом
- Градска кућа
- Савремена улица у граду
- Градски архив